# Middelharnis

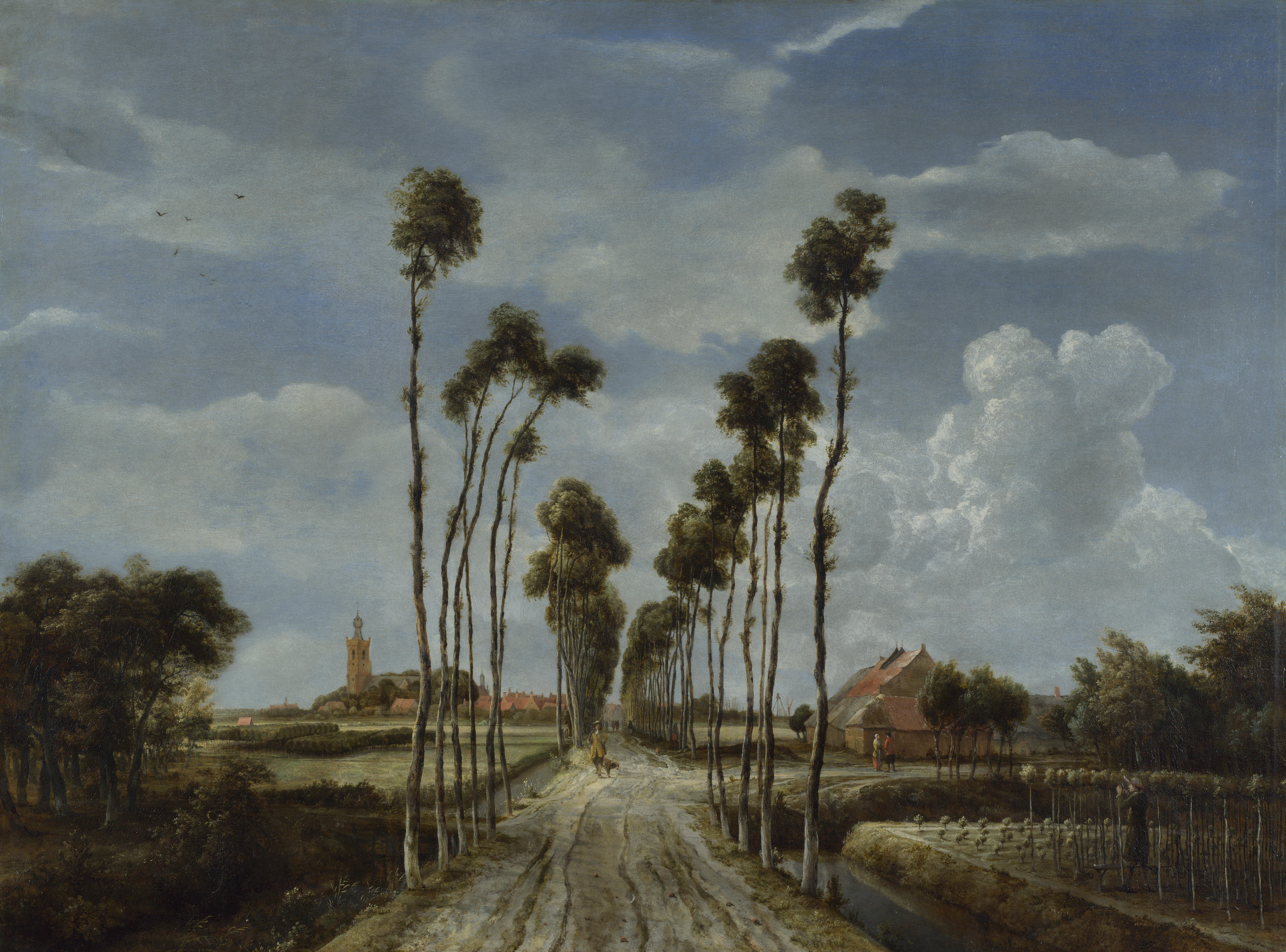
Het Laantje van Middelharnis (Väg i Middelharnis) en tavla av den nederländske målaren Meindert Hobbema (1689).

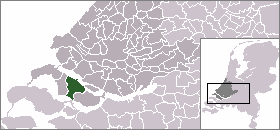
Middelharnis kommuns läge i provinsen Zuid-Holland, före kommunsammanslagningen den 1 januari 2013.

Middelharnis är en ort i provinsen Zuid-Holland i Nederländerna, med 6 780 invånare 2012. Middelharnis ligger på ön Goeree-Overflakkee och ingår sedan 1 januari 2013 i en kommun med samma namn som ön. Middelharnis kommun slogs då samman med kommunerna Goedereede, Dirksland och Oostflakkee. Middelharnis kommuns totala area var 86,79 km² (där 25,63 km² var vatten) och invånarantalet var 17 450 (2004).

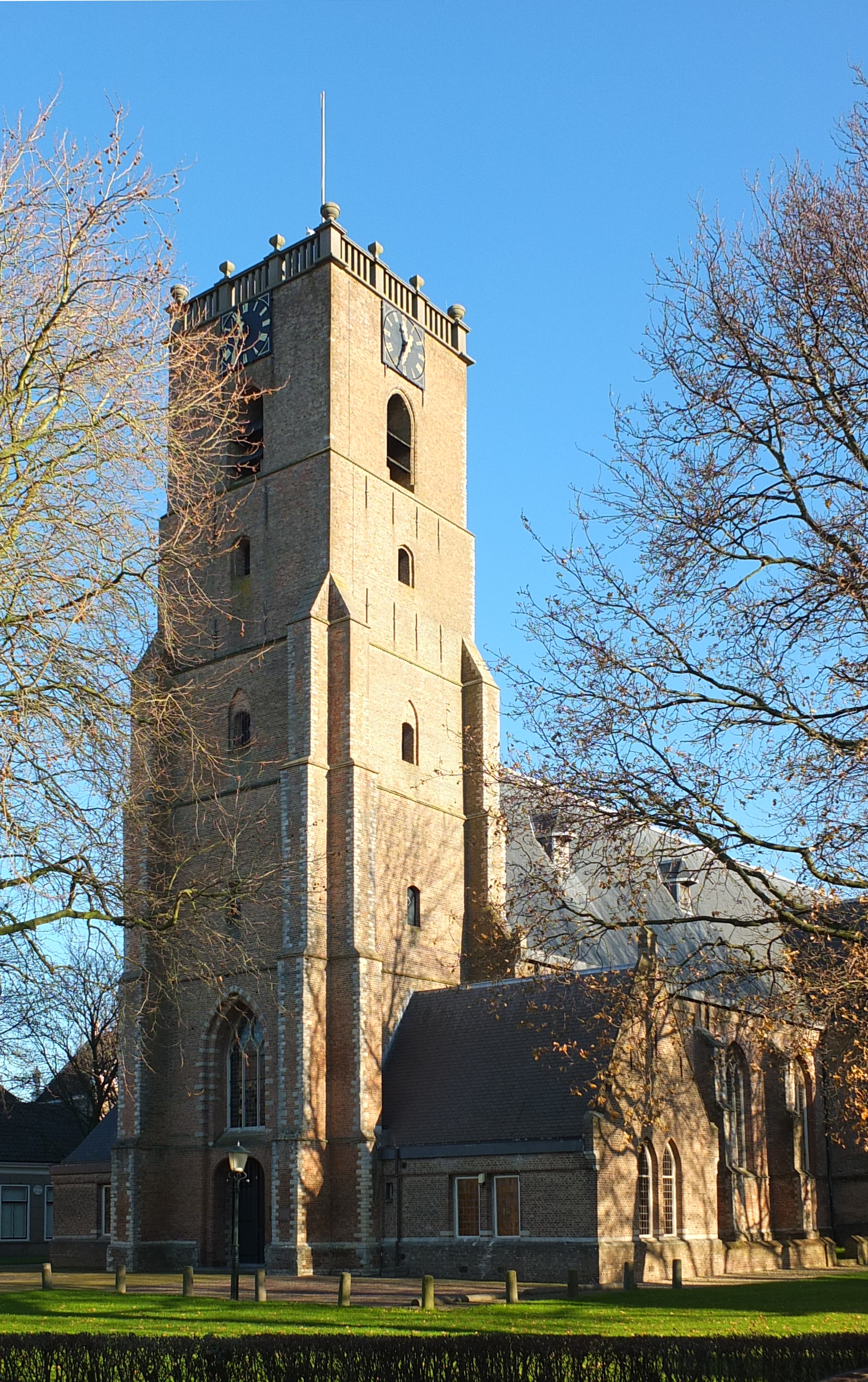
Nederlands Hervormde Kerk.